# Морозов, Александр Максимович
Алекса́ндр Макси́мович Моро́зов (род. 10 апреля 1923 года в селе Пасунки Петровского района Куйбышевской области — 26 апреля 2003 года) — советский партийный деятель, Первый секретарь Ставропольского РК КПСС, Герой Социалистического Труда.

## Биография
Родился в 1923 году в с. Пасунки Петровского района Куйбышевской области (ныне Кинель-Черкасский район Самарской области).
Из крестьянской семьи. В деревне Всеволодовка окончил начальную школу, в селе Березняки — семилетку, в райцентре Кинель-Черкассы — среднюю школу № 1.
Ветеран Великой Отечественной войны. Начал воевать под Москвой, закончил боевой путь в Берлине. Воевал на Западном, Юго-Западном и Белорусском фронтах в противотанковых войсках. Участвовал в боях на Курской дуге, операции «Багратион», штурме Берлина. Был ранен. Имеет боевые награды.

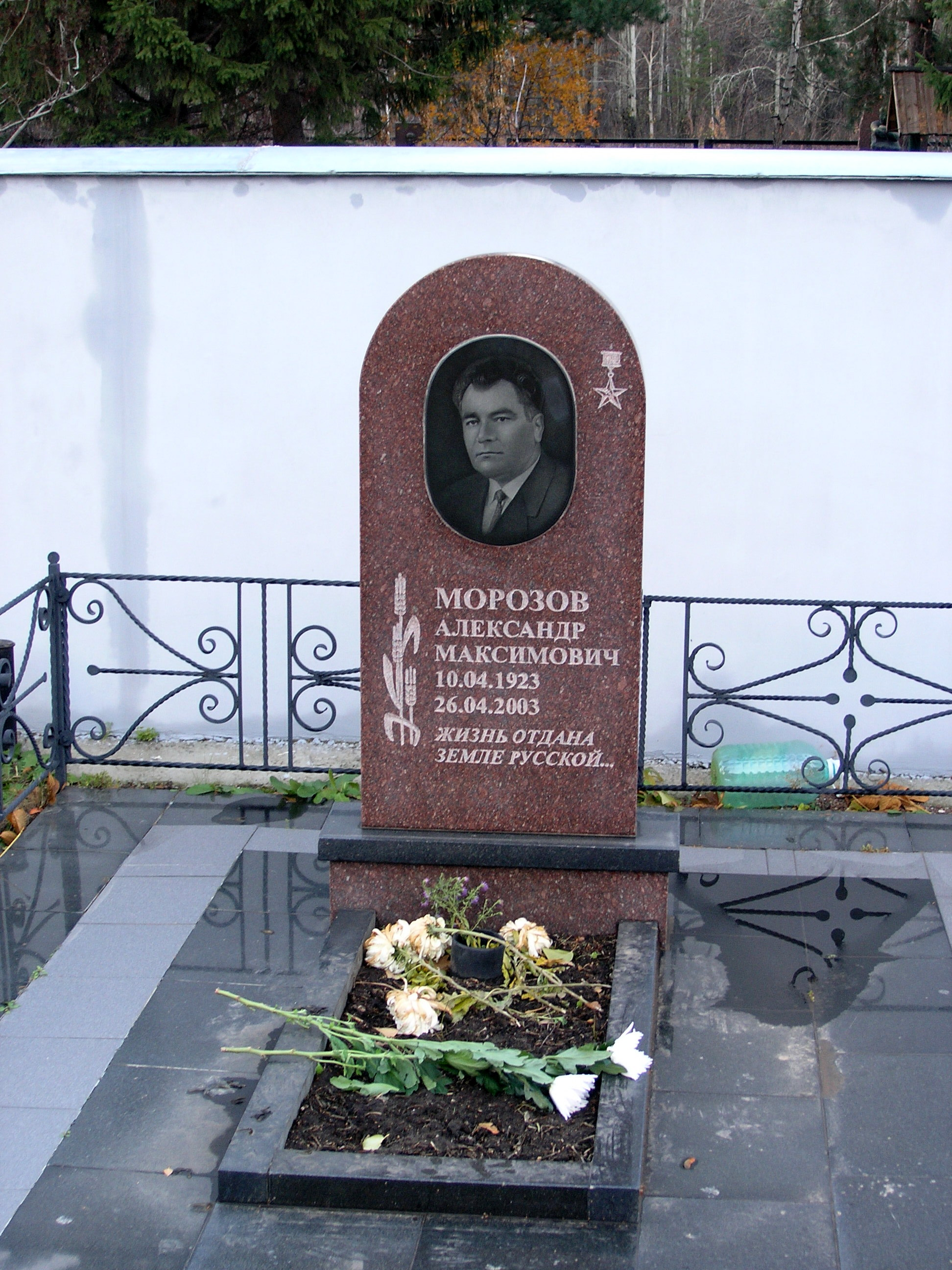
Могила

После увольнения в запас в 1947 году работал в Пестравском районе Куйбышевской области заведующим избой-читальней. Был избран вторым, а позднее и первым секретарём Хворостянского райкома ВЛКСМ.
С 1950 года трудился на должности второго секретаря райкома КПСС Петровского района. В 1960 году район был упразднён, и в июле этого же года Александр Максимович был назначен председателем исполкома Ставропольского района.
В 1965 году Морозов был избран Первым секретарём Ставропольского райкома партии. Проработал на этой должности 25 лет. За эти годы под его руководством в районе резко повысилась урожайность из-за активного применения минеральных удобрений и внедрения высокоурожайных сортов зерновых, улучшился породный состав скота, что позволило увеличить надои. По всему району активно велось строительство производственных, жилых и социально-культурных объектов: во всех колхозах и совхозах были построены животноводческие фермы, в 5 хозяйствах — молочные комплексы. Была построена Тольяттинская птицефабрика в селе Александровка, тепличное хозяйство «Овощевод», рыбхоз «Сускан», две оросительные системы. Во всех сельсоветах были построены новые школы, детские сады, Дома культуры, клубы и медицинские пункты. В городе Тольятти была открыта центральная районная больница.
За успешное выполнение планов производства сельскохозяйственной продукции и большие заслуги в руководстве сельским хозяйством района Указом Президиума Верховного совета СССР от 23 июня 1966 года А. М. Морозову присвоено высокое звание Героя Социалистического Труда с вручением ордена Ленина.
Морозов неоднократно избирался депутатом областного Совета, членом Куйбышевского обкома КПСС, был делегатом XXIII и XXV съездов КПСС.
После выхода на пенсию, с 1990 по 2003 год, был председателем Ставропольского районного совета ветеранов. Проживал в посёлке Приморский.
Скончался 26 апреля 2003 года, похоронен на Баныкинском кладбище в Тольятти..

## Награды и звания
- Герой Социалистического Труда (1966, за успехи, достигнутые районом в увеличении производства пшеницы, ржи, других зерновых культур).
- Награждён 2 орденами Ленина (1966,1973), орденами Октябрьской Революции,Трудового Красного Знамени, Дружбы народов, Знак Почета и боевыми наградами: два ордена «Красной Звезды», орден «Отечественной войны I степени» медали «За боевые заслуги», «За освобождение Варшавы», «За освобождение Берлина».

Постановлением Собрания Представителей Ставропольского района от 20 декабря 1995 года Морозову А. М. присвоено звание «Почётный гражданин Ставропольского района».